# Grievous Angel
Grievous Angel -en españolː Ángel doloroso- es el segundo y último álbum de estudio del músico estadounidense Gram Parsons, en su etapa como solista. El álbum fue lanzado en enero de 1974 por el sello Reprise, de manera póstuma tras la muerte de Parsons por sobredosis con morfina y alcohol, el 19 de septiembre de 1973, en Joshua Tree, California.
El álbum contiene una compilación de las sesiones de Parsons del verano de 1973, y presentaba a la entonces joven promesa musical Emmylou Harris, con quien Parsons estaba de gira durante ese año. El disco recibió gran aclamación por parte de la crítica especializada, pero comercialmente no tuvo la misma acogido, siendo un fracaso comercial, al igual que los álbumes de Parsons con su banda The Flying Burrito Brothers. Alcanzó la penosa casilla 195 en los listados de Billboard de ese año.
En la actualidad el álbum goza de aceptación crítica, siendo considerado uno de los mejores discos del año 1974, y apareciendo en varios listados musicales como el de Rolling Stone, entre otros. Es citado como un híbrido perfecto entre los géneros rock y country, mezcla que Parsons llamaba cosmic american music.